# Толофон
Толофон (греч. Τολοφών) — деревня в Греции. Деревня находится в Фокида. 
Старое название села славянское и означает «ветреное место». По альтернативной версии, старое название села Ведреница означает «бодрое место».
Это имя упоминается в сохранившихся письменных свидетельствах как одно из мест, разграбленных норманнами в 1147 году. После завоевания Константинополя крестоносцами в 1204 году Ветреница вошла в состав графства Салона. В этом районе есть руины небольшого франкского замка, а после битвы при Альмиросе Ветреница стала кастильским феодальным владением, возглавляемым кастеляном.
Османы захватили Ветреницу в 1394 году, и с 1397 года Ветреница находилась под контролем деспота Мореи Феодора I Палеолога. Последний уступил её вместе со всем графством Салона рыцарям-госпитальерам в 1403–04 годах. Вскоре после этого османы вернули себе этот район, но уступили Ветреницу Венецианской республике, очевидно, не в силах удержать её. В 1445 году деспот Мореи Константин Палеолог занял замок и порт, и вскоре после этого вся территория окончательно перешла под контроль Османской империи, став составной частью Инебахти.